# Llista de temes anomenats en honor de Leonhard Euler
En matemàtiques i física hi ha un gran nombre de temes anomenats en honor de Leonhard Euler, molts dels quals inclouen la seva pròpia funció única, equació, fórmula, identitat, número o qualsevol altra entitat matemàtica; tots ells, però, han estat designats amb noms simples i ambigus com ara funció d'Euler, equació d'Euler o fórmula d'Euler.
El treball d'Euler va abraçar tants camps que és sovint la primera referència escrita en moltes matèries. Físics i matemàtics sovint fan broma sobre això de manera que, per intentar evitar anomenar-ho tot en honor d'Euler, les descobertes i teoremes s'anomenen en honor de la primera persona després d'Euler en descobrir-ho.

## Temes generals matemàtics
- Angles d'Euler: defineixen la rotació a l'espai
- Aproximació d'Euler: vegeu mètode d'Euler
- Cub d'Euler
- Característica d'Euler
- Cercle d'Euler
- Circuit eulerià: vegeu camí eulerià
- Classe d'Euler
- Constant d'Euler: vegeu constant d'Euler-Mascheroni, no s'ha de confondre amb nombre d'Euler
- Cicle d'Euler: vegeu també camí eulerià
- Criteri d'Euler
- Derivada d'Euler: oposada a la derivada lagrangiana
- Diagrama d'Euler: més conegut —de manera incorrecta— com diagrama de Venn
- Disc d'Euler
- Gràf eulerià: vegeu també camí eulerià
- Integral d'Euler: el primer tipus és la funció beta i el segon la funció gamma
- Línia d'Euler: relació entre centres de triangles
- Constant d'Euler-Mascheroni: també anomenada constant d'Euler, γ ≈ 0.577216
- Nombre d'Euler: e, la base del logaritme natural
- Operador d'Euler: conjunt de funcions per crear malles poligonals
- Paràmetres d'Euler: vegeu paràmetres d'Euler-Rodrigues
- Camí eulerià: camí pel qual un graf només passa una vegada per cada aresta
- Polinomis d'Euler
- Pseudoprimer d'Euler
- Paràmetres d'Euler-Rodrigues
- Regla d'Euler: per trobar nombres amigables
- Spline d'Euler
- Quadrats d'Euler: sovint anomenats quadrats grecollatins
- Sumatori d'Euler
- Sistema d'Euler
- Problema dels tres cossos d'Euler

## Conjectures
- Conjectura d'Euler
- Conjectura d'Euler de la suma de potències

Vegeu també conjectura d'Euler.

## Equacions
- Equació d'Euler: normalment es refereix a equacions d'Euler (dinàmica del sòlid rígid), fórmula d'Euler, teorema de la funció homogènia d'Euler o identitat d'Euler
- Equacions d'Euler (dinàmica de fluids)
- Equacions d'Euler (dinàmica del sòlid rígid)
- Equació de la biga d'Euler-Bernoulli
- Equació d'Euler-Cauchy
- Equació d'Euler-Lagrange
- Equació d'Euler-Lotka
- Equació d'Euler-Poisson-Darboux
- Equació d'Euler-Tricomi
- Transformada d'Euler

## Fórmules
- Fórmula d'Euler: e ix = cos x + i sin x en anàlisi complexa
- Fórmula d'Euler: per a grafs plans, v − e + f = 2
- Fórmula d'Euler: per la càrrega crítica d'una columna, {\displaystyle P_{\text{cr}}={\frac {\pi ^{2}EI}{(KL)^{2}}}}
- Fórmula de la fracció contínua d'Euler
- Producte d'Euler: per la funció zeta de Riemann
- Fórmula del sumatori d'Euler
- Fórmula d'Euler-Maclaurin
- Fórmules d'Euler-Rodrigues

## Funcions
- Funció d'Euler: forma modular que és una sèrie q prototípica
- Teorema de la funció homogència d'Euler
- Funció φ d'Euler
- Integral hipergeomètrica d'Euler

## Identitats
- Identitat d'Euler: e iπ + 1 = 0; també pot referir-se al teorema del nombre pentagonal.
- Identitat dels quatre quadrats d'Euler

## Nombres
- Nombre d'Euler: e ≈ 2.71828, la base del logaritme natural, també conegut com constant de Napier.
- Nombres idonis d'Euler
- Nombre eulerià
- Nombre d'Euler: seqüència d'enters
- Nombre d'Euler (física): el nombre de cavitació en dinàmica de fluids
- Nombre d'Euler: en topologia, característica d'Euler
- Nombres de la sort d'Euler
- Constant d'Euler-Mascheroni

## Teoremes
- Teorema de la funció homogènia d'Euler
- Teorema de la tetració infinita d'Euler
- Teorema de la rotació d'Euler
- Teorema d'Euler (geometria diferencial)
- Teorema d'Euler en geometria
- Teorema d'Euclides-Euler
- Teorema d'Euler-Fermat: aφ(m) ≡ 1 (mod m) quan a és coprimer respecte m i φ és la funció φ d'Euler

## Lleis
- Primera llei d'Euler: la quantitat de moviment d'un cos és igual al producte de la massa del cos i la velocitat del seu centre de masses
- Segona llei d'Euler: la suma dels moments externs respecte a un punt és igual a la taxa de canvi del moment angular respecte a aquest punt

## Altres
- (2002) Euler: un asteroide
- Genus Euler–Fokker
- Medalla Euler, un premi de recerca en combinatòria
- Euler (llenguatge de programació)
- Euler (software)
- Tipografia AMS Euler
- Projecte Euler
- Camí eulerià